# Vοreiοdytiki Kuthnοs: orοs Atheras - akrotiriο Kefalοs kai Paraktia Zoni
Vοreiοdytiki Kuthnοs: orοs Atheras - akrotiriο Kefalοs kai Paraktia Zoni este o arie protejată (arie specială de conservare — SAC, sit de importanță comunitară — SCI) din Grecia întinsă pe o suprafață de 2.904,44 ha, integral pe uscat.

## Localizare
Centrul sitului Vοreiοdytiki Kuthnοs: orοs Atheras - akrotiriο Kefalοs kai Paraktia Zoni este situat la coordonatele 37°26′29″N 24°23′57″E / 37.44135°N 24.399073°E.

## Înființare
Situl Vοreiοdytiki Kuthnοs: orοs Atheras - akrotiriο Kefalοs kai Paraktia Zoni a fost declarat sit de importanță comunitară în aprilie 1997 pentru a proteja 3 specii de animale. Situl a fost protejat și ca arie specială de conservare în martie 2011.

## Biodiversitate
Situată în ecoregiunile marină mediteraneană și mediteraneană, aria protejată conține 17 habitate naturale: Bancuri de nisip acoperite în permanență slab de apă marină, Straturi cu Posidonia (Posidonion oceanicae), Recifuri, Vegetație anuală la limita mareei, Faleze cu vegetație de Limonium spp. endemic de pe coastele mediteraneene, Pășuni mediteraneene udate de apa mării (Juncetalia maritimi), Dune mobile cu vegetație embrionară, Dune cu tufărișuri sclerofile Cisto-Lavenduletalia, Ape puternic oligomezotrofe cu vegetație bentonică cu Chara spp., Iazuri temporare mediteraneene, Râuri mediteraneene cu debit intermitent, cu specii de Paspalo-Agrostidion, Matorral arborescenți cu Juniperus spp., Sarcopoterium spinosum phryganas, Pante stâncoase calcaroase cu vegetație casmofită, Peșteri marine scufundate complet sau parțial, Galerii și tufărișuri riverane sudice (Nerio-Tamaricetea și Securinegion tinctoriae), Păduri de Olea și Ceratonia.
La baza desemnării sitului se află mai multe specii protejate:
- mamifere (1): delfin mare (Tursiops truncatus)
- reptile (2): Mauremys rivulata, elaphe situla (Zamenis situla)

Pe lângă speciile protejate, pe teritoriul sitului au mai fost identificate 5 specii de plante, 2 specii de amfibieni, 1 specie de mamifere, 1 specie de nevertebrate, 7 specii de reptile.